# SAMSON (雑誌)
SAMSON（サムソン）は、日本のゲイ雑誌の一つである。

## 概要
誌名は、旧約聖書・士師記の登場人物の一人で、怪力を誇るサムソンから取られた。
1982年7月に海鳴館から創刊された（販売ビデオ出版）。ふくよかな男性が好きな「デブ専」、中年好き、高年者が好きな「フケ専」のゲイにターゲットを絞っているのが特徴である。「アドン」の元編集者が創刊に関わっており、創刊間もない頃は若年/普通体型路線で、誌面構成などもアドンに似ていたが、1980年代後半から路線転換し現在に至っている。
掲載されるモデルのタイプは、中年で太目を基本に幅広く網羅している。なお、季刊誌「豊漫」（1986年創刊）と増刊号「DAVE」が同じ海鳴館から出版されており、豊漫は高年齢のモデルに絞ったもの、DAVEは若デブ専門誌としてサムソン本誌から分岐したものである。
創刊から38年目となった2020年の4月17日、2020年6月号で休刊となることが発表された。

## 内容
グラビア、官能小説、ゲイビデオの紹介などが誌面の中心を占めている。年齢層が他のゲイ雑誌より高い事もあり、インターネットを使えない読者の為の文通欄や「お父さんのためのインターネット講座」といったユーザーフレンドリーな企画もある。他のゲイ雑誌と異なる点はグラビア、ビデオモデルを中高年者や肥満体型に絞ることで差異化を図っている点である。近年は特に老け専傾向化が顕著といわれるが異論もある。サムソンは1980年代後半から30～50歳代の太目モデルをメインに起用しており、この傾向は現在も大きく変わるわけではなく、他誌のモデルより高い年齢だからといって「老け専」と決めてしまう点に難がある。いわゆる老け専は初老以降の男性を好む傾向を指すが、40～50代は老け専とは必ずしも呼べない。編集部は老け専に特化する意思を示しているわけではなく、他誌よりも年齢層が高いモデルを掲載している、ということである。ある時期を境にページ数を大幅に増やす変更を行っており、それに伴ってグラビアページ、広告数も増えて内容も充実したものになった（ページの増刷は今は亡き編集長の決断である）。

### 日本最長のゲイ雑誌
日本のゲイ雑誌の中では中期に創刊した雑誌だが、先行他社の「さぶ」「アドン」「薔薇族」「The Gay」が次々と休刊（事実上の廃刊）し、当時発刊中のゲイ雑誌では2番目に古いものになっていた。創刊から38年経った2020年に休刊したが、昭和・平成・令和と刊行から一度も途切れることなく継続して発刊された商業ゲイ雑誌としては日本最長であった。（薔薇族は3回休刊したがその後復刊、継続発刊記録は33年）

### 表紙画
パソコン普及以前はだいこくが表紙画を担当。漫画は特に新人の投稿作品が他誌に比べハードルも低いせいか掲載が多いが、他誌でも活躍する小日向やTORU、一般誌でも活躍する熊田プウ助、山田参助やイラストレーターの高蔵大介等も漫画や小説の挿絵を描いている。

### 読者メッセージ
読者メッセージには、読者のメッセージに対し特定の編集者（現在はフリー）が毒舌でコメントを返し、それがこのコーナーの名物でもあった。この編集者がサムソンを退社後、現在は複数の編集者によるコメントが並列され、多少毒のあるコメントから営業的なコメントまで幅が広い。

### 進め!電波少年エピソード
松村邦洋などの「デブタレント」が無断で写真モデルや表紙イラストとして使われ、本人が困惑したこともある。また、本人の承諾を得ずに読者好みと思われる太目体型（若年～中年～老年）の写真を掲載している。編集側には悪意が無いと思われる。
松村邦洋は「進め!電波少年」の時に企画として、雑誌の名前を「KUNIHIRO」に変えてもらおうと、六尺褌一丁の姿で直接編集部を訪ねたが、編集部はビルの入り口に「電波少年おつかれさまでした」とやんわり断りの張り紙をして拒否の意思を示した（ロケはそこで終了）。また、石塚英彦も他の番組の企画でサムソン編集部を訪れたが、その時はロケに応じる代わりに石塚のグラビア撮影とインタビューを載せる条件で合意し、サムソンには石塚のグラビア（着衣）とインタビューが載せられた。

### ビデオの制作・販売
また、古くから自社制作「SAMSON ViDEO」としてアダルトビデオも製作・販売しており、一定の支持を受け続けている。これらの撮影は基本的に編集者1人で行うため、内容の構成・カメラワークなどは編集者（撮影者）のセンスが現れている。また、モデル1人に対し、編集者（撮影者）1人の場合はいわゆるハメ撮りの場合もあり、そのため編集者が他の編集者に自分の撮影シーンを見られたくないため、とビデオ撮影の特集で説明していた。
最近は、レーベルブックスマルからサムソンと似た傾向のDVDを製作し、出演しているモデルもSAMSON ViDEOと同様の中年～老年の太目のモデルを起用し、SAMSON ViDEOよりも若干、廉価にて提供している。